# Mission to Mars
Mission to Mars är en amerikansk Science fiction film från 2000 regisserad av Brian De Palma. Brian De Palma nominerades år 2000s Razzie Awards för sämsta regi i denna film, han "vann" dock inte.

## Handling
Året är 2020 och den första bemannade expeditionen skickas till Mars. Väl framme ser de en oerhört stark energipuls som verkar komma från en stor kulle med ett vitt, isliknande utskott på toppen. På jorden antas det att alla dött då kontakten med expeditionen förloras. Ett räddningsförsök sätts snabbt ihop. Väl framme vid Mars börjar omständigheterna klarna då Luke, den enda överlevande från den förolyckade expeditionen, snappat upp en radiosignal som han översatt till en tredimensionell bild. Bilden är av en mänsklig DNA-kedja med det sista nukleotiden borttagen. Efter att ha löst gåtan och listat ut vilket nukleotidpar som ska infogas översätts bilden tillbaka till en radiosignal. Denna signal riktas mot det enorma ansikte som utgjorde den stora kullen som upptäcktes av den första expeditionen.

## Rollista (i urval)
| Gary Sinise     | – Jim McConnell         |
| Tim Robbins     | – Woodrow "Woody" Blake |
| Don Cheadle     | – Luke Graham           |
| Connie Nielsen  | – Terri Fisher          |
| Jerry O'Connell | – Phil Ohlmyer          |
| Story Musgrave  | – CAPCOM #3             |